# St Vincent Street Church

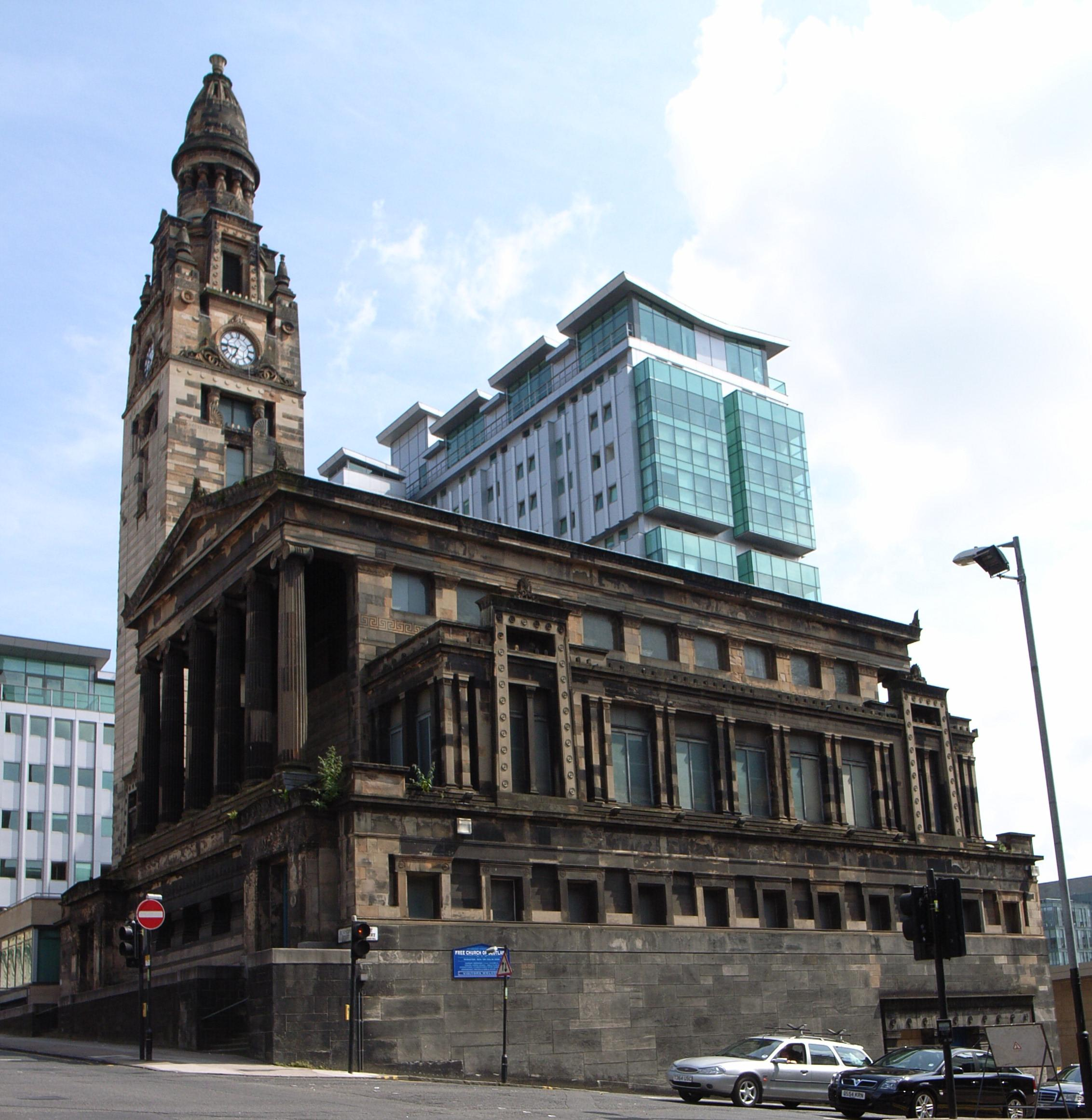
St Vincent Street Church

Die St Vincent Street Church ist ein Kirchengebäude der Free Church of Scotland in der schottischen Stadt Glasgow. 1966 wurde das Bauwerk in die schottischen Denkmallisten in der höchsten Denkmalkategorie A aufgenommen.

## Geschichte
Die St Vincent Street Church wurde zwischen März 1857 und Februar 1859 für die  United Presbyterian Church of Scotland erbaut. Den Entwurf lieferte der bedeutende schottische Architekt Alexander Thomson, der insgesamt vier Kirchen in Glasgow plante, von denen die St Vincent Street Church die einzige erhaltene ist. Die Kosten des Baumaterials beliefen sich auf insgesamt 15.916 £. Hinzu kamen Personalkosten in Höhe von 1207 £, von denen das Honorar Thomsons 420 £ ausmachte. Am 16. Februar 1859 wurde die Kirche eröffnet.
1868 wurde ein Gemeindehaus hinzugefügt, das Thomson ebenfalls entwarf. Mit der Fusion der Kirchenorganisationen gehörte die St Vincent Street Church zwischen 1900 und 1929 zur United Free Church of Scotland, um dann mit der Fusion 1929 zur Church of Scotland zu kommen. Im Laufe der 1960er Jahre erwarb die Glasgow Corporation das obsolete Gebäude. Heute befindet es sich in städtischem Besitz und ist an die Free Church of Scotland verpachtet.

## Beschreibung
Das im klassizistischen Greek Revival ausgestaltete Gebäude steht an der Kreuzung der St Vincent Street mit der Pitt Street im Westen des Glasgower Stadtzentrums. Es ruht auf einem erhöhten Podest, das in den fallenden Grund gebaut ist. An der nordostexponierten Frontseite tritt ein Portikus im Stile griechischer Tempelarchitektur mit sechs ionischen Säulen hervor. Der Dreiecksgiebel ist mit Akroterien und Antefixen bestanden. An der Ostseite erhebt sich der Glockenturm. Er schließt mit einer Kuppel auf einer umlaufenden Kolonnade.